# Prêmio Cultura Galega das Artes Plásticas
O Premio Cultura Galega das Artes Plásticas (do galego: Premio Cultura Galega das Artes Plásticas) é um galardão concedido como parte dos Prêmios da Cultura Galega pela Junta de Galiza a pessoas físicas ou jurídicas que destacam-se nesse ano pelo seu labor no "desenvolvimento de recursos expressivos, investigação de linguagens próprias, inovação no plano criativo, criação de códigos de intercambio com outras sociedades e culturas ou qualquer outro aspecto que contribua a fortalecer e ampliar a criação plástica galega e a sua imagem pública". Os premiados são seleccionados por um jurado único formado por doze pessoas. 
Os prêmios convocaram-se pela primeira vez no ano 2010, ainda que nasceram como continuação dos Prêmios Nacionais da Cultura Galega, criados em 2008 e que tiveram uma única edição. A diferença do anterior, concedido à Francisco Leiro, este prêmio não tem dotação econômica.

## Premiados
- 2010: Menchu Lamas
- 2011: Manuel Paz
- 2012: Manuel Quintana Martelo[3]
- 2013: Fundación Granell[4]